# Романюк Дар'я Ігорівна
Да́р'я І́горівна Романю́к (* 2004) — українська пляжна волейболістка. Чемпіонка світу серед спортсменів до 19 років. Чемпіонка Європи у віковій категорії до 22 років.

## З життєпису
Народилась 2004 року в місті Чорноморськ. Тренер — Сухіна Тетяна Валеріївна.
Чемпіонат світу FIVB з пляжного волейболу-2022 U19-22 (Дікілі) — переможниця; вона і Єва Сердюк.
2024 року у турецькому місті Баликесір на турнірі з пляжного волейболу серії «Futures» здобув перемогу дует Єва Сердюк/Дар'я Романюк. Того ж року Єва Сердюк та Дар'я Романюк стали переможницями турніру з пляжного волейболу «Beach ProTour Futures» (Варшава).

## Досягнення
Всесвітній про-тур
- Перше місце (3): 2024 (Варшава, Баликесір), 2025 (Светий Влас)

Чемпіонат світу серед юніорів
- Перше місце (1): 2022 (U19)

Чемпіонат світу серед юніорів
- Перше місце (1): 2025 (U22)
- Друге місце (2): 2020 (U18), 2021 (U18)

## Статистика
Статистика виступів на чемпіонаті Європи з пляжного волейболу:
| Турнір                | Партнерка  | Раунд       | Рахунок | Суперниці                           |
| --------------------- | ---------- | ----------- | ------- | ----------------------------------- |
| чемпіонат Європи 2025 | Єва Сердюк | група В     | 2 - 1   | Emi van Driel — Wies Bekhuis        |
| чемпіонат Європи 2025 | Єва Сердюк | група В     | 0 - 2   | Dorina Klinger — Ronja Klinger      |
| чемпіонат Європи 2025 | Єва Сердюк | 1/16 фіналу | 1 - 2   | Валентина Давідова — Ангеліна Хміль |